# Phillips Lee Goldsborough
Phillips Lee Goldsborough (Princess Anne, 1865. augusztus 6. – Baltimore, 1946. október 22.) az Amerikai Egyesült Államok szenátora (Maryland, 1929–1935).